# Гео Милев (награда)
Вижте пояснителната страница за други значения на Гео Милев.
Националната награда „Гео Милев“ е учредена от Международната фондация „Гео Милев“ със съучастието на община Раднево и община Стара Загора. Наградата се връчва за заслуги и постижения в развитието на българската култура в областта на поезията, прозата, критиката, театъра, музиката и живописта. Наградата се връчва през две години в рамките на „Геомилевите дни“. За първи път е връчена през 1997 година.

## Носители на наградата
- 1997 – Бойко Ламбовски [2]
- 1999 – Яна Добрева
- 2001 – Никола Тороманов
- 2003 – Валери Станков[3]
- 2005 – Рашко Стойков[4]
- 2007 – Георги Константинов[5]
- 2009 – Иван Гранитски[6]
- 2011 – Ружа Маринска[7]
- 2013 – Леда Милева[8]
- 2015 – Александър Шурбанов[9]
- 2017 – Панчо Панчев[10][11]